# Andrzej Mencel
Andrzej Mencel – polski bokser amatorski, wicemistrz Polski w kategorii lekkiej w roku 1983.

## Kariera amatorska
Pięciokrotnie startował na mistrzostwach Polski seniorów  (1980, 1981, 1982, 1983, 1985). Najlepszy rezultat osiągnął w roku 1983, zdobywając srebrny medal w kategorii lekkiej. W finale tych zawodów przegrał na punkty (0:5) z Kazimierzem Adachem.
W 1981 roku doszedł do półfinału turnieju TSC odbywającego się w Berlinie. Mencel przegrał swój półfinałowy pojedynek z dwukrotnym mistrzem Europy Richardem Nowakowskim.
W 1982 roku podczas odbywającego się w Las Vegas meczu Polska vs. USA, Polak pokonał ówczesnego mistrza Stanów Zjednoczonych Clifforda Graya.